# Hjarup
Hjarup – miasto w Danii, w regionie Dania Południowa, w gminie Kolding.